# Громобой (крейсер)
«Громобой» — броненосный крейсер Российского флота, принимавший участие в Русско-японской (в составе Владивостокского отряда) и Первой мировой войне.
Последний корабль серии больших океанских броненосных крейсеров, имевший улучшенную по сравнению с предшественниками — «Рюриком» и «Россией» — броневую защиту артиллерии.

## Строительство
Построен на верфи Балтийского завода в Санкт-Петербурге по улучшенному проекту крейсера «Россия». Заложен 7 мая 1898 года, спущен на воду 26 мая 1899 года, вступил в строй в 1900 году.

## Конструкция
Полностью переработанная схема бронирования корабля и его силовой установки заставила конструкторов проектировать корпус крейсера фактически заново. Бронирование корабля подверглось значительной переработке — была установлена более эффективная броневая защита артиллерии главного и среднего калибра — казематы из 120-мм брони с 51-мм тыльными и поперечными переборками и дополнительной защитой орудий 51-мм бронещитами. Также усилили защиту корпуса. Броневой пояс получил постоянную толщину равную 152 мм, 102 мм к нижней кромке. Причём, за счет применения немецкой брони, предполагалось достичь большей стойкости к снарядам, чем у 203-мм брони, применённой ранее на похожем крейсере «Россия». Бронёй казематов удалось защитить только 2 орудия главного калибра из 4-х, и 12 152-мм пушек из шестнадцати. К 1905 году 6 75-мм пушек верхней палубы были заменены на 152-мм орудия в отдельных казематах.

### Энергетическая установка
Вместо установки средней машины экономического хода, как на «России», были установлены три машины равной мощности. Энергетическая установка включала три четырёхцилиндровые паровые машины тройного расширения общей индикаторной мощностью 14 500 л. с. на 120 об/мин, рассчитанные на достижение крейсером 19-узловой скорости; три трёхлопастных гребных винта. На испытаниях машины развивали 15 496 л. с. (11 555 кВт) и крейсер развил на мерной мили 20,1 узла. Носовое машинное отделение, где размещались бортовые машины, разделялось 9,5-мм продольной переборкой. Пар вырабатывали 32 водотрубных котла Бельвиля (рабочее давление 17 кг/см²) модели 1894 года, установленных в четырёх котельных отделениях.

## История службы

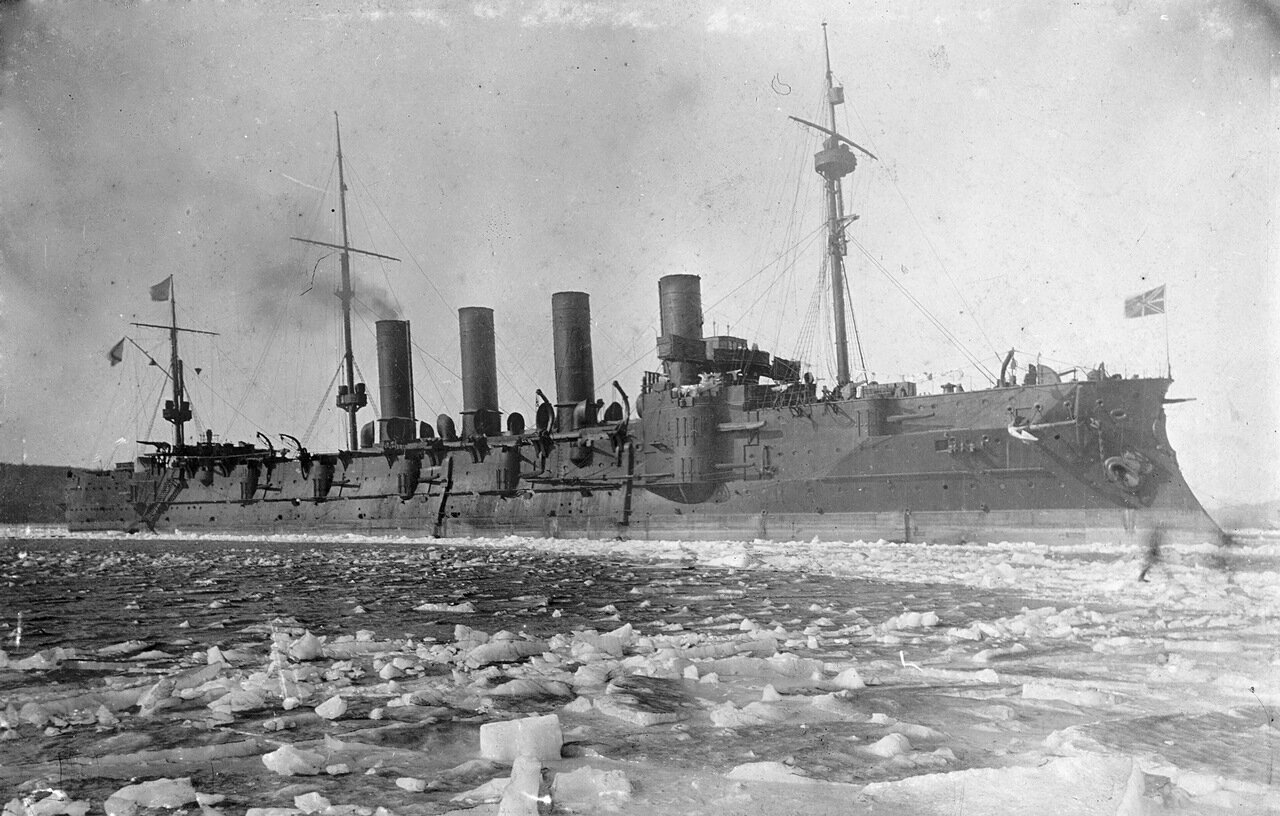
«Громобой» во Владивостоке. 1904 г.

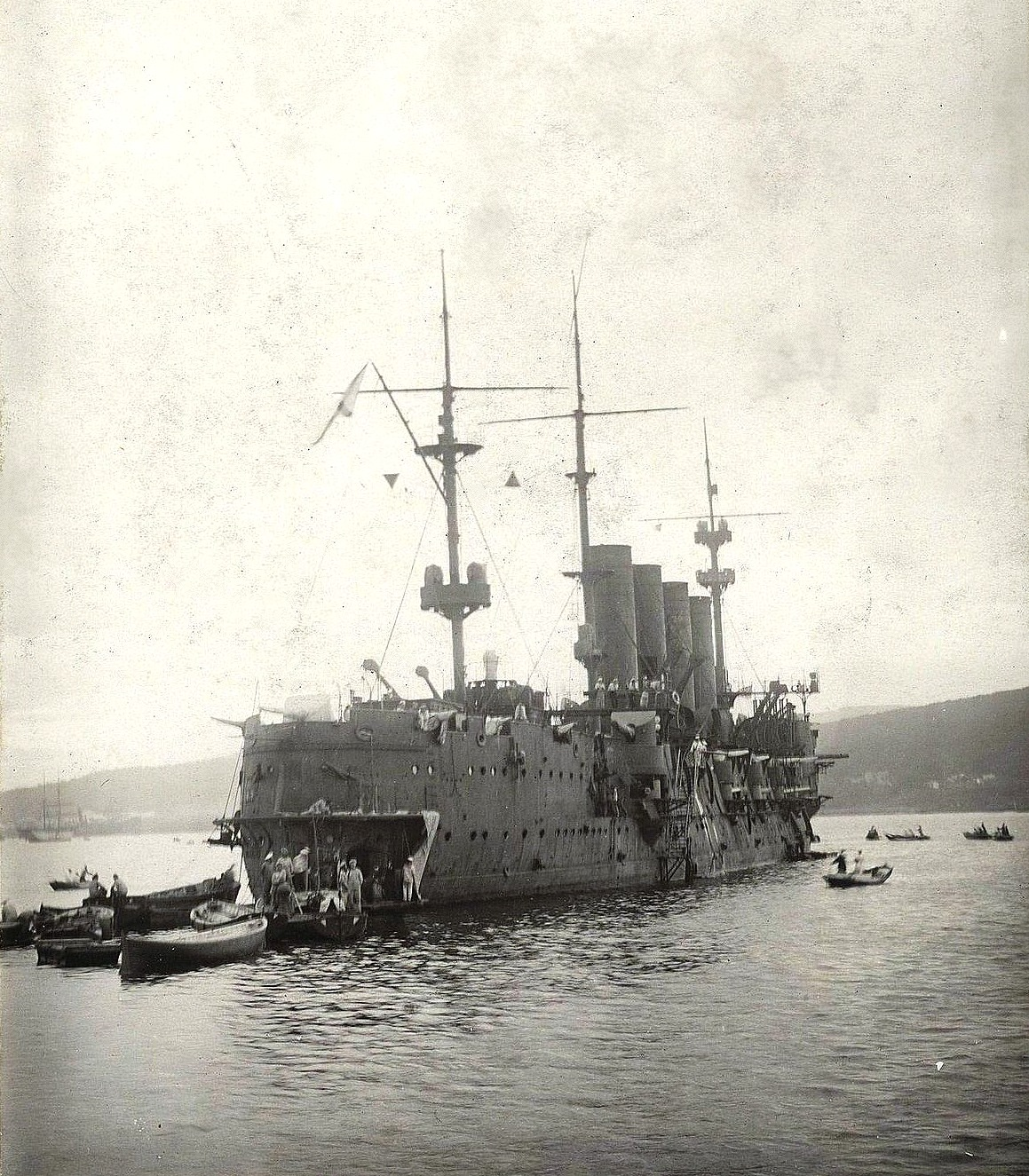
В бухте Золотой Рог. «Громобой» после боя 1 августа. Август 1904г.

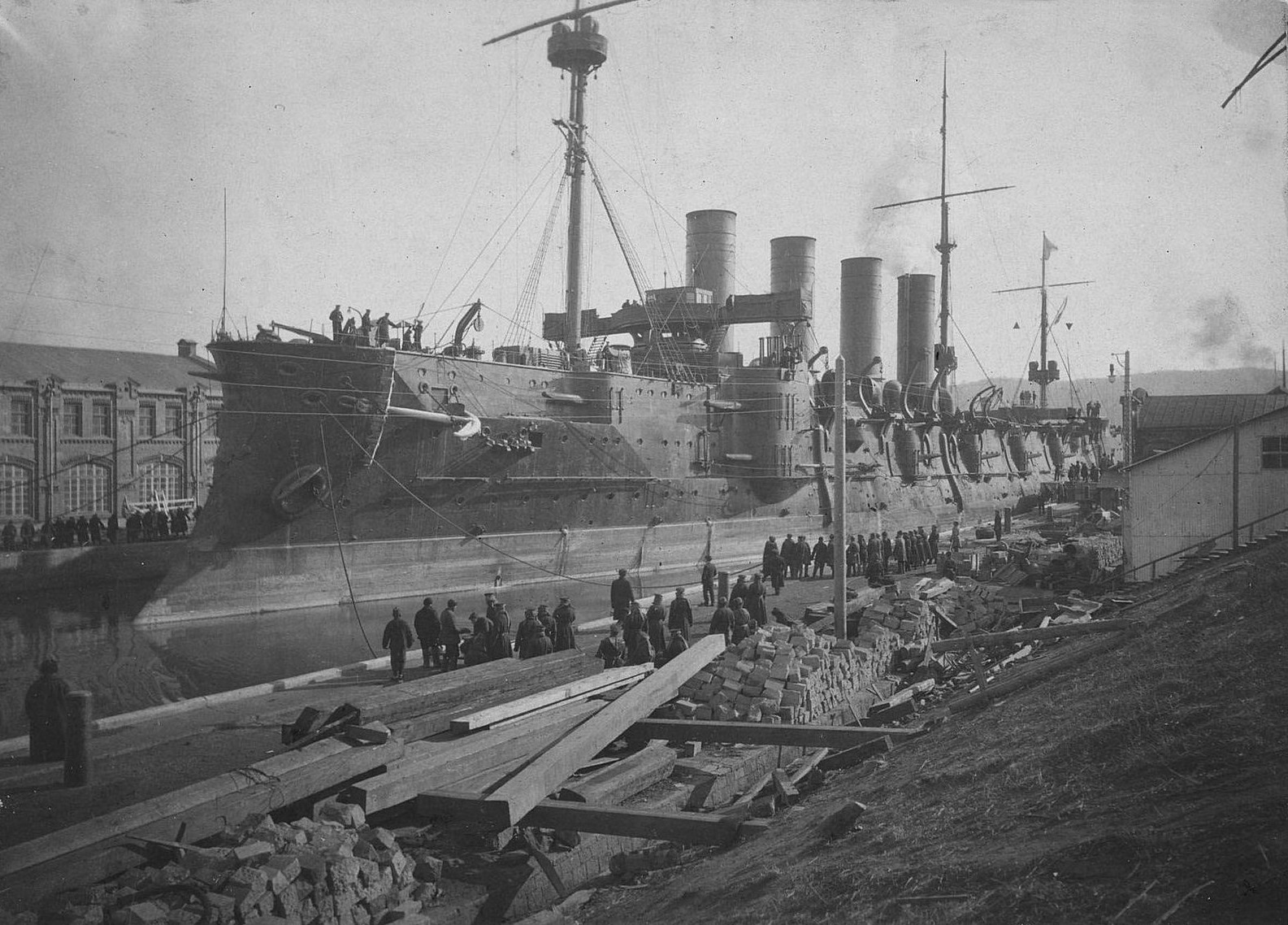
«Громобой» в Николаевском сухом доке (после аварии в заливе Посьета). Конец 1904 г.

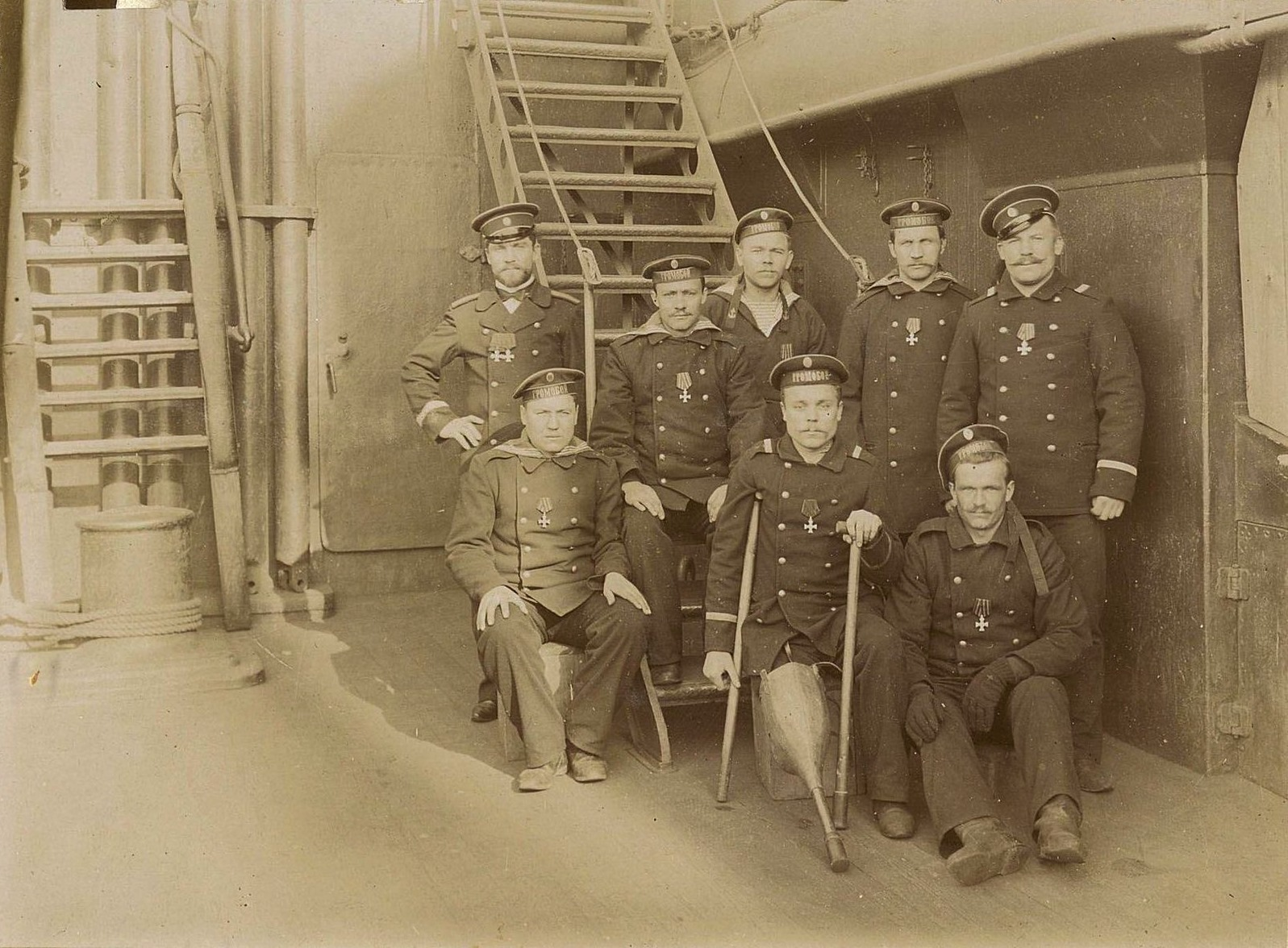
Моряки крейсера «Громобой», награждённые Георгиевскими крестами (за бои с Японией). 1905 г.

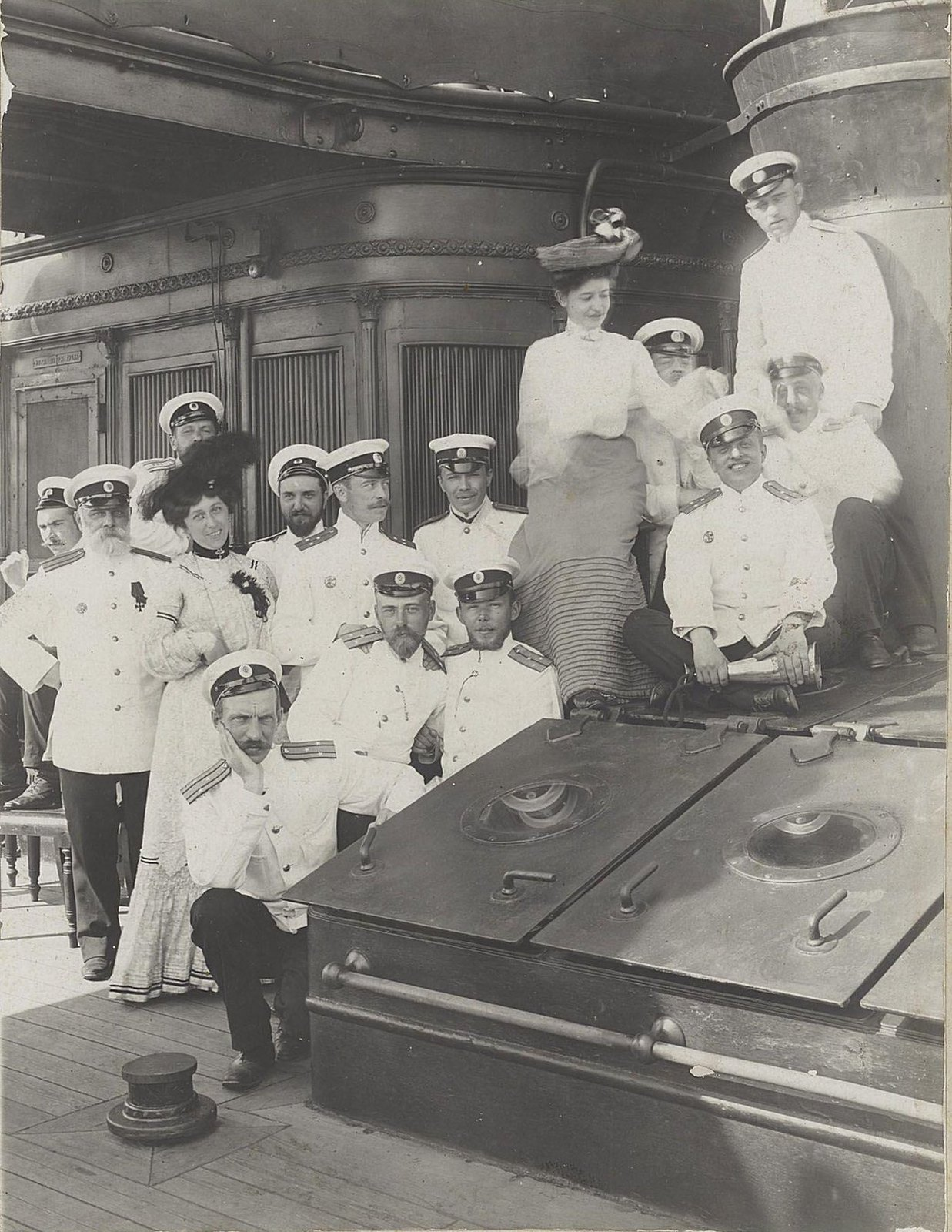
Офицеры крейсера «Громобой». Слева — командир капитан 1 ранга Н. Д. Дабич. 1903—1904 гг.

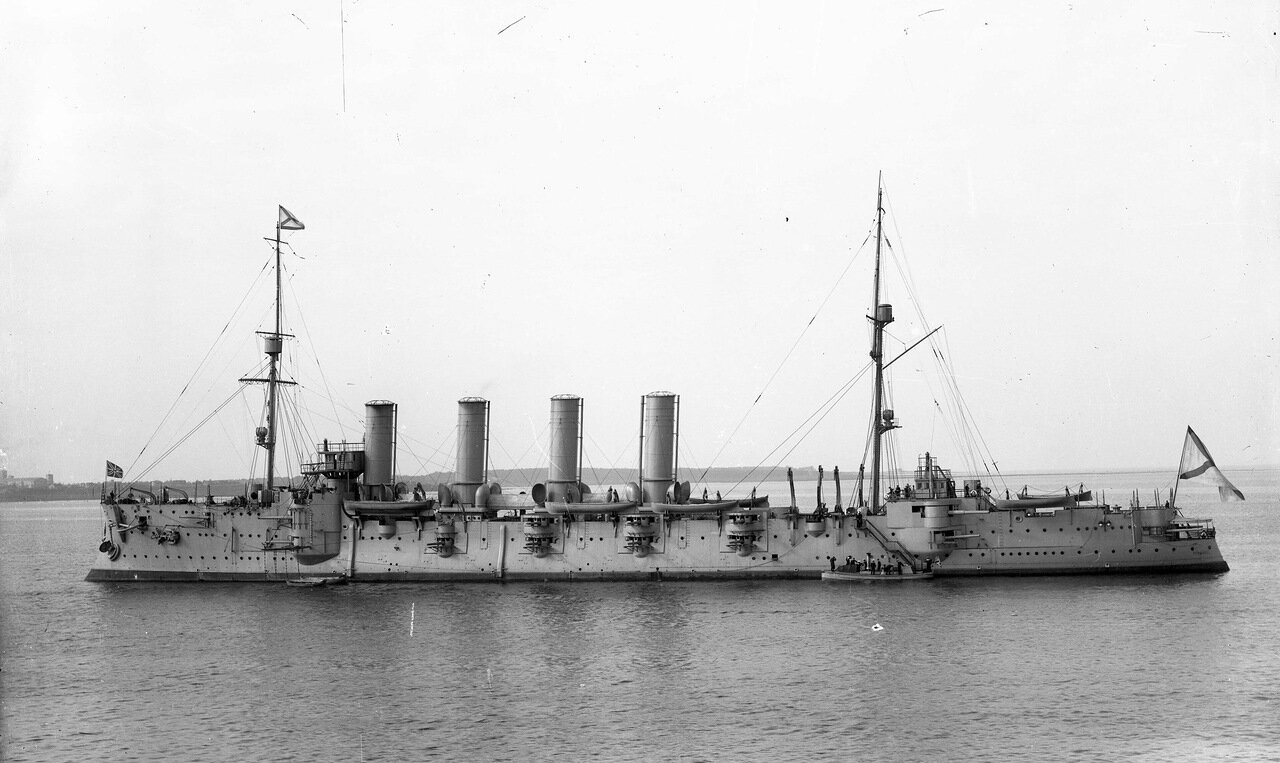
Крейсер «Громобой» на Балтике после капитального ремонта. 1911 г.

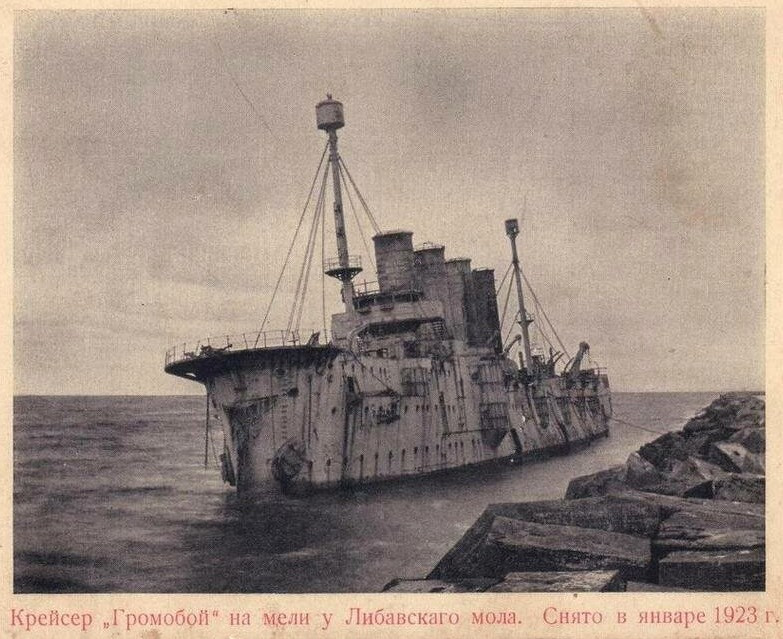
Балтика. Крейсер «Громобой» на мели (после неудачной буксировки). 1923г.

Сразу после ввода в строй «Громобой» был переведён на Дальний Восток и вошёл в состав Эскадры Тихого океана (прибыл во Владивосток 30 июня 1901 г.).
В составе Владивостокского отряда участвовал в Русско-японской войне:
- 14 августа 1904 года (по нов. стилю) во время боя в Корейском проливе (вместе с крейсерами «Россия» и «Рюрик» прорывался из Владивостока в Порт-Артур на помощь эскадре контр-адмирала Витгефта) крейсер получил серьёзные повреждения. Потери в личном составе — 91 убитый и 185 раненых, среди убитых — младший штурманский офицер мичман С.С. Гусевич. Во время боя капитан «Громобоя» Н.Д. Дабич был ранен. Во время боя на борту был и судовой священник  — иеромонах отец Георгий (Федоров). На крейсере были выведены из строй два орудия главного калибра, также повреждения получил корпус судна. Суммарно «Громобой» получил повреждения от попаданий примерно тридцати 203 мм и 152 мм снарядов[2].

- 13 октября 1904 года потерпел аварию в заливе Посьета и до конца февраля 1905 года находился в ремонте; одновременно с учётом боя 14 августа была произведена серьёзная модернизация корабельной артиллерии (часть орудий заменены на более крупный калибр, некоторые переставлены на новые места с значительным улучшением сектора обстрела, установлена защита прислуги открыто стоящих палубных орудий от опустошительного действия осколков японских снарядов и т.д.)[3].

- 24 мая 1905 года подорвался на мине у о. Русский и был введён в строй только в сентябре 1905 года. После этой войны вернулся на Балтийское море, прибыл в Либаву 26 марта 1906 года.

Участвовал в Первой мировой войне. Во время ремонта 1915—1916 годов артиллерийское вооружение крейсера было усилено до шести 203-мм и двадцати 152-мм орудий. В июне 1916 года участвовал в перестрелке с германскими миноносцами.
В ноябре 1917 года совершил переход из Гельсингфорса в Кронштадт. В конце 1918 года законсервирован в Кронштадте.
В 1922 году продан на слом в Германию, однако при буксировке был выброшен на берег в аванпорту Лиепаи. Был разобран на металл на месте аварии в 1923 году.

## Командиры
- 15.06.1898 — хх.хх.1902 — капитан 1-го ранга К. П. Иессен
- 1902—1904 — капитан 1-го ранга (с 11.08.1904 флигель-адъютант) Н. Д. Дабич
- 1904 — капитан 1-го ранга А. П. Угрюмов
- 17.08.1904 — 24.04.1906 — капитан 1-го ранга Л. А. Брусилов
- 1906—1907 — капитан 1-го ранга А. П. Дьячков
- 22.04.1907 — хх.хх.хххх —  капитан 1-го ранга Пороменский, Владимир Иванович
- 28.09.1909 — 15.11.1910 — капитан 1-го ранга А. К. Цвингман
- 15.11.1910 — хх.хх.1913 — капитан 1-го ранга А. С. Максимов
- 04.11.1913 — хх.хх.1916 — капитан 1-го ранга А. Ф. Титов
- 1917-???? — капитан 1-го ранга В. С. Вечеслов

### Другие должности
- 1888—1889 старший офицер капитан 2-го ранга И. А. Виноградский[5]